# Dover Samuels

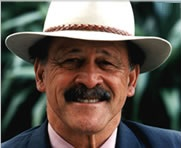
Dover Samuels (2008)

Dover Spencer Peneha Samuels (* 9. Juli 1939) ist ein Politiker der New Zealand Labour Party (NZLP), der unter anderem von 1996 bis 2008 Mitglied des Repräsentantenhauses sowie zwischen 1999 und 2000 Minister für Māori-Angelegenheiten (Minister of Māori Affairs) war.

## Leben
Samuels, Angehöriger des Stammes Iwi der Māori, leistete Militärdienst in der Royal New Zealand Air Force (RNZAF) und arbeitete dreißig Jahre lang als Fischer. Danach war er Direktor der Far North Marine Ltd und Betreiber einer Tourismuseinrichtung in der Matauri Bay auf der Nordinsel. Seine politische Laufbahn begann er für die New Zealand Labour Party (NZLP) in der Kommunalpolitik und war Mitglied sowie stellvertretender Vorsteher des Rates des Far North District sowie Leitender Vizepräsident der Māori. Für seine Verdienste wurde ihm 1990 die Commemoration Medal verliehen.
Am 12. Oktober 1996 wurde er auf der Liste der NZLP erstmals Mitglied des Repräsentantenhauses. Am 27. November 1999 wurde er im Wahlkreis Te Tai Tokerau gewählt und gehörte danach vom 17. September 2005 bis zum 8. November 2005 dem Repräsentantenhaus erneut als Vertreter der NZLP-Liste an.
Am 10. Dezember 1999 wurde Dover Samuels von Premierminister Helen Clark zum Minister für Māori-Angelegenheiten (Minister of Māori Affairs) berufen und bekleidete dieses Amt bis zum 28. Juni 2000. Zugleich war er zwischen dem 10. Dezember 1999 und dem 28. Juni 2000 auch Beigeordneter Minister für Fischerei und Tourismus. Später war er vom 27. März 2001 bis zum 15. August 2002 sowohl Parlamentarischer Unterstaatssekretär beim Minister für wirtschaftliche Entwicklung als auch Parlamentarischer Unterstaatssekretär beim Minister für Industrie und regionale Entwicklung. Zugleich gehörte er zwischen dem 27. März 2001 und dem 18. Juni 2002 dem Parlamentsausschuss für Māori-Angelegenheiten an. Er war daraufhin vom 15. August 2002 bis zum 31. Oktober 2007 in Personalunion Staatsminister, Beigeordneter Minister für wirtschaftliche Entwicklung, Beigeordneter Minister für Industrie und regionale Entwicklung, Beigeordneter Minister für Tourismus sowie Beigeordneter Minister für Wohnungsbau. Daneben war er zwischen dem 27. August 2002 und dem 26. März 2003 Mitglied des Parlamentsausschusses für Kommunalverwaltung und Umwelt sowie später vom 9. November 2005 bis zum 3. Oktober 2008 sowohl Mitglied des Parlamentsausschusses für Regierungsverwaltung als auch des Parlamentsausschusses für Primärproduktion.

## Weblink
- Eintrag auf der Homepage des Neuseeländischen Parlaments

| Personendaten    | Personendaten                                      |
| ---------------- | -------------------------------------------------- |
| NAME             | Samuels, Dover                                     |
| ALTERNATIVNAMEN  | Samuels, Dover Spencer Peneha (vollständiger Name) |
| KURZBESCHREIBUNG | neuseeländischer Politiker                         |
| GEBURTSDATUM     | 9. Juli 1939                                       |